# Rechnungshof (Niger)
Der Rechnungshof (französisch: Cour des Comptes) ist das oberste Gericht der Finanzkontrolle in Niger. Sein Sitz ist in Niamey.

## Geschichte
Der Rechnungshof entstand durch eine Verordnung vom 30. März 2010, die unter dem Obersten Rat für die Wiederherstellung der Demokratie erlassen wurde, und nahm am 18. Mai 2010 seine Arbeit auf. Zu seiner Ersten Präsidentin wurde die Juristin Eliane J. Allagbada ernannt. Seit dem Verfassungsreferendum am 31. Oktober 2010 ist der Rechnungshof als Institution auch in der Verfassung verankert. Die genauen Zuständigkeiten und die innere Organisation des Rechnungshofs sind durch ein Gesetz vom 26. März 2012 geregelt. Von 2016 bis 2018 war der frühere Finanzminister Saïdou Sidibé Erster Präsident des Rechnungshofs.

## Aufgabenbereiche
Der Rechnungshof fällt letztinstanzliche gerichtliche Urteile bezüglich der Finanzen des Gesamtstaats, der Gebietskörperschaften, der öffentlichen Verwaltung, der unabhängigen Verwaltungsbehörden und der staatlich geförderten Organisationen.
Der Rechnungshof hat außerdem Kontroll- und Beratungsfunktionen. Er kontrolliert die Finanzgebarung der staatlichen Verwaltung, der politischen Parteien, der staatlichen und staatsnahen Unternehmen sowie der mit externen Ressourcen durchgeführten Entwicklungsprojekte. Die Ergebnisse der Prüfung werden in Jahresberichten veröffentlicht. Der Rechnungshof berät ferner die nigrische Regierung und die Nationalversammlung und bestimmt einen der Richter des Obersten Gerichtshofs.

## Organisation
Dem Rechnungshof steht ein Erster Präsident vor. Die Generalstaatsanwaltschaft wird von einem Generalprokurator geleitet. Es gibt vier Kammern. Die Erste Kammer ist für die Kontrolle der Aktivitäten des Gesamtstaats zuständig. Die Zweite Kammer überwacht die Aktivitäten der Gebietskörperschaften. Die Dritte Kammer widmet sich unter anderem der Kontrolle der staatlichen Unternehmen. Die Vierte Kammer ist unter anderem für die Überwachung der Budgetdisziplin zuständig.